# لوتوس کارلتون

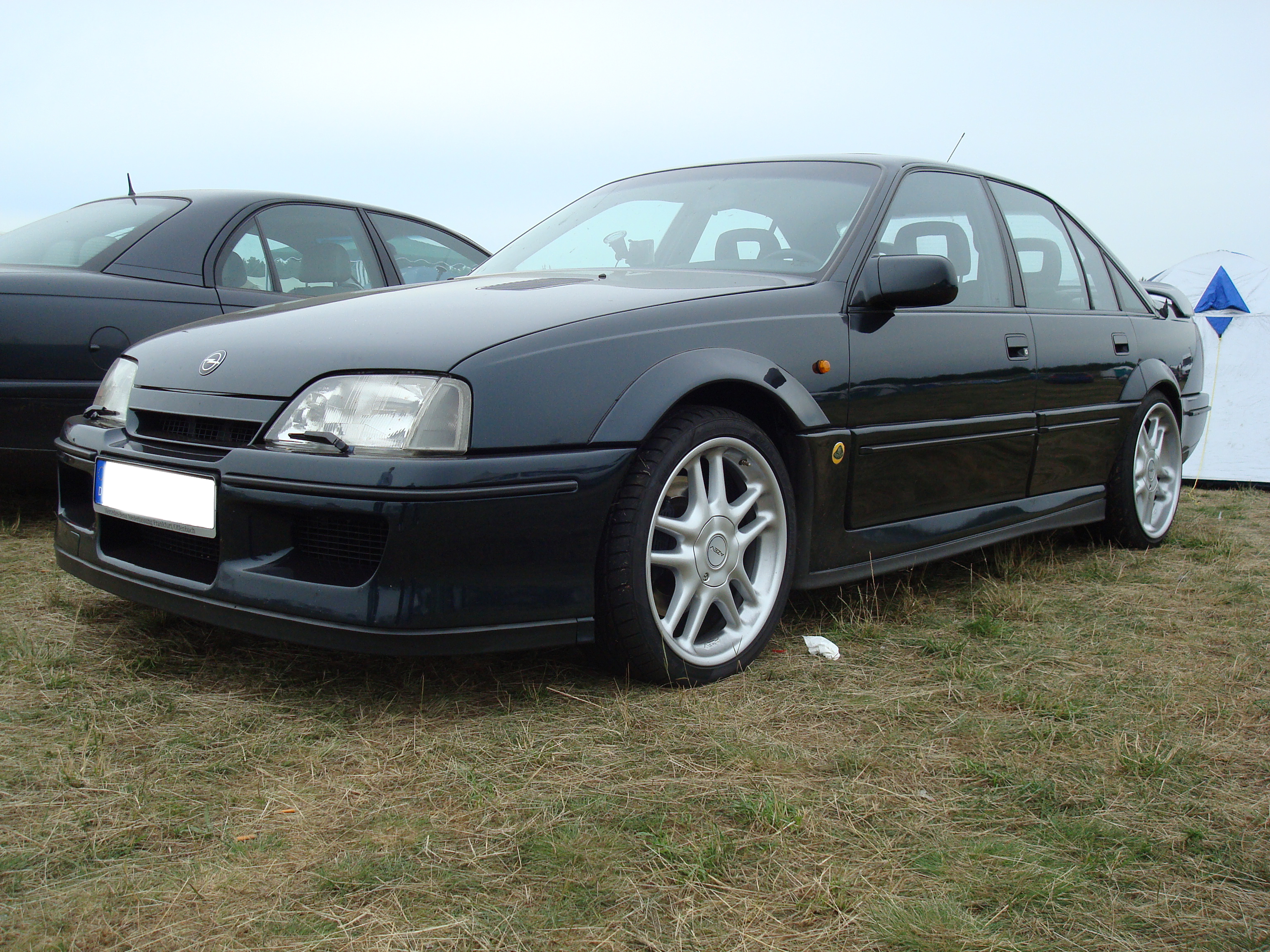

لوتوس کارلتون (Lotus Carlton) خودرویی است که در سال‌های ۱۹۹۰ تا ۱۹۹۲تولید شده‌است.
این خودرو در کلاس خودرو اسپورت قرار گرفته و طراحی آن خودروهای موتور جلو-محور عقب بوده است. سیستم جعبه‌دندهٔ آن ۶ دنده به صورت دستی است.